# 多布羅維德卡河 (普魯特河支流)
多布羅維德卡河（烏克蘭語：Добровідка），是烏克蘭的河流，位於該國西部伊萬諾-弗蘭科夫斯克州，屬於普魯特河的左支流，發源自利斯納斯洛比德卡西北面，流經科洛梅亞區，河道全長29公里，流域面積86.9平方公里。